# Georg Margreitter
Georg Margreitter est un footballeur autrichien, né le 7 novembre 1988 à Schruns. Il évolue au poste de défenseur.

## Biographie

### En club
Le 2 septembre 2013 il rejoint le FC Copenhague.

### En équipe nationale
Il est sélectionné pour la première fois en équipe d'Autriche contre la Finlande le 29 février 2012, mais il ne joue pas le match.

## Palmarès
- Magna Wiener Neustadt
  - Erste Liga : 
    - Vainqueur (1) : 2009